# Bernat Antoni Pasqual
Bernat Antoni Pasqual (Arenys de Mar, 1650 - Pressburg, Sacro Imperio Romano Germánico, 1720), militar, caballero y hombre de Corte.
Nació en Arenys el 12 de enero de 1650. Hijo de Francesc Pasqual, sobrino del constructor de barcos Miquel Pasqual y primo germano del obispo de Vic, Antoni Pasqual, quedó huérfano a los 13 años. Lo recogieron unos parientes, pero decidió ganarse la vida para no vivir de caridad y se fue a Francia, donde ingresó al ejército. 
Participa en la Guerra francoholandesa y se le reconocen honores en las luchas del paso del Rhin (1672) y la toma de la ciudad de Maastrich (1673), hasta que el 1674, al negarse a atacar España, desertó a Inglaterra, donde lo acogió el rey Carlos II, y lo nombró Caballero. Después de muchas aventuras y desventuras se trasladó a la corte de Versalles, como hidalgo de la Cámara con residencia en el Palacio Real.
En aquella época, Lluís XIV envió a Bernat Pasqual a Madrid, con una comisión secreta, para que influyera en la corte. Antes de ir a Castilla, pasó una temporada en Arenys, donde coincidió con su primo Antoni Pasqual, obispo de Vic. Bernat Pasqual asistió a la consagración de la iglesia de Santa Maria de Arenys, vestido de hidalgo de la corte de Versalles.
Finalmente, llegado a Madrid, al entrar en contacto con la corte, decidió quedarse, hasta que en septiembre de 1686, recibió la orden de organizar todas las plazas fuertes de cara a la guerra que se acercaba, especialmente las de Cataluña, que eran más cercanas al impulso de los ejércitos de Luis XIV. Al estallar la guerra (1688), guerreó bravamente echando los franceses de varios lugares conquistados en Cataluña. 
A los 47 años, Bernat Pasqual se estableció en Arenys y se casó con Anna de Formenter. 
El 1700 estalló la Guerra de Sucesión. Bernat Pasqual, partidario del archiduque Carlos de Austria, presidió una Junta para la defensa de Arenys, reunida en la Torre de Mar o Fortaleza, donde formó el cuerpo de fusileros que colaboró con el coronel Amill en el desembarco Ca l'Alero (entre Arenys y Canet). 
Cuando los ejércitos borbónicos se apoderaron de Arenys, el 8 de mayo de 1714, Bernat Pasqual cayó herido, pero tres meses después volvió a la lucha formando parte de la columna del marqués de Poal que tenía que entrar en Barcelona, que fue vencida y dispersada por el duque de Berwich. Bernat Pasqual permaneció en Arenys hasta que tuvo que exiliarse. 
El 29 de octubre, se embarcó rumbo a Italia, junto con otros, en la playa de Arenys. Al llegar a Austria, el Emperador Carlos lo llenó de honores y lo nombró Camarlengo del Imperio y Consejero suyo. 
Murió a los 70 años. Es enterrado a la Basílica de Pressburg (actual Bratislava), puesto que no fue posible devolver su cuerpo a su país, tal como él deseaba. El Emperador ordenó colocar una lápida funeraria donde se reseñaban sus valiosos servicios para que así fuera recordado .